# Cleidion lochmios
Cleidion lochmios är en törelväxtart som beskrevs av Mcpherson. Cleidion lochmios ingår i släktet Cleidion och familjen törelväxter. IUCN kategoriserar arten globalt som sårbar. Inga underarter finns listade i Catalogue of Life.